# Gauliga Elsass 1940-1941
Navigation
Gauliga Elsaß
1941-1942
Le championnat 1940-1941 de Gauliga Elsaß est la première édition de la Gauliga Elsaß. Marquée notamment par la germanisation des noms des clubs, elle a vu la consécration du FC Mulhouse.

## Les seize clubs participants
| \| Rasen SC Straßburg SV Straßburg SG SS Straßburg SC Schiltigheim FC Hagenau FK Mars Bischheim SC Schlettstadt 06 FC Bischweiler FC Mülhausen 93 ASV Mülhausen SpVgg Dornach SpVgg Kolmar FC Kolmar SV Wittenheim SV Wittelsheim FC St. Ludwig \| Localisation des clubs. |
| Rasen SC Straßburg SV Straßburg SG SS Straßburg SC Schiltigheim FC Hagenau FK Mars Bischheim SC Schlettstadt 06 FC Bischweiler FC Mülhausen 93 ASV Mülhausen SpVgg Dornach SpVgg Kolmar FC Kolmar SV Wittenheim SV Wittelsheim FC St. Ludwig                               |

| Club                | Nom germanisé      | Provenance                | Groupe   |
| ------------------- | ------------------ | ------------------------- | -------- |
| RC Strasbourg       | Rasen SC Straßburg | Division 1                | Groupe A |
| SC Schiltigheim     | -                  | DH Alsace                 | Groupe A |
| Red Star Strasbourg | SG SS Straßburg    | DH Alsace                 | Groupe A |
| FC Haguenau         | FC Hagenau         | DH Alsace (Champion 1939) | Groupe A |
| CS Mars Bischheim   | FK Mars Bischheim  | DH Alsace                 | Groupe A |
| SC Sélestat         | SC Schlettstadt 06 | DH Alsace                 | Groupe A |
| AS Strasbourg       | SV Straßburg       | DH Alsace                 | Groupe A |
| FC Bischwiller      | FC Bischweiler     | DH Alsace                 | Groupe A |
| FC Mulhouse         | FC Mülhausen 93    | Division 2                | Groupe B |
| SR Colmar           | SpVgg Kolmar       | Division 2                | Groupe B |
| FC Wittenheim       | SV Wittenheim      | DH Alsace                 | Groupe B |
| FC Colmar           | FC Kolmar          | DH Alsace                 | Groupe B |
| CA Mulhousien       | ASV Mülhausen      | DH Alsace                 | Groupe B |
| FC Dornach          | SpVgg Dornach      | DH Alsace                 | Groupe B |
| ASCA Wittelsheim    | SV Wittelsheim     | DH Alsace                 | Groupe B |
| FC Saint-Louis      | FC St. Ludwig      | DH Alsace                 | Groupe B |

## Résumé de la saison
Lors sa première saison, la Gauliga Elsaß compte deux groupes de huit équipes (un pour la Basse-Alsace et l'autre pour la Haute-Alsace). Les deux vainqueurs de groupes s'affrontent pour désigner le champion. Le RC Strasbourg, devenu Rasen SC Straßburg termine premier du groupe de Basse-Alsace. Le FC Mulhouse, devenu FC 1893 Mülhausen, termine premier du groupe de Haute Alsace. Les deux clubs s'affrontent donc lors de deux matchs de finale, joués en aller et en retour,. Le club mulhousien l'emporte sur le score de 3-1 et 1-2 et est sacré champion d'Alsace.
Trois équipes sont reléguées par groupe et intègrent les Bezirksligen (groupes de 2e division).

## Classement final
| Rang | Équipe             | Pts | J  | G  | N | P  | Bp | Bc | Diff |
| ---- | ------------------ | --- | -- | -- | - | -- | -- | -- | ---- |
| 1    | Rasen SC Straßburg | 24  | 14 | 10 | 4 | 0  | 36 | 14 | +22  |
| 2    | SC Schiltigheim    | 22  | 14 | 10 | 2 | 2  | 43 | 21 | +22  |
| 3    | SG SS Straßburg    | 18  | 14 | 8  | 2 | 4  | 63 | 23 | +40  |
| 4    | FC Hagenau         | 14  | 14 | 6  | 2 | 6  | 30 | 32 | -2   |
| 5    | FK Mars Bischheim  | 12  | 14 | 6  | 0 | 8  | 26 | 37 | -11  |
| 6    | SC Schlettstadt 06 | 11  | 14 | 4  | 3 | 7  | 32 | 30 | +2   |
| 7    | SV Straßburg       | 9   | 14 | 4  | 1 | 9  | 32 | 57 | -25  |
| 8    | FC Bischweiler     | 2   | 14 | 1  | 0 | 13 | 22 | 70 | -48  |

| Rang | Équipe          | Pts | J  | G  | N | P  | Bp | Bc | Diff |
| ---- | --------------- | --- | -- | -- | - | -- | -- | -- | ---- |
| 1    | FC Mülhausen 93 | 24  | 14 | 11 | 2 | 1  | 70 | 15 | +55  |
| 2    | SpVgg Kolmar    | 21  | 14 | 9  | 3 | 2  | 66 | 15 | +51  |
| 3    | SV Wittenheim   | 18  | 14 | 8  | 2 | 4  | 32 | 28 | +4   |
| 4    | FC Kolmar       | 17  | 14 | 8  | 1 | 5  | 40 | 30 | +10  |
| 5    | ASV Mülhausen   | 14  | 14 | 6  | 2 | 6  | 28 | 37 | -9   |
| 6    | SpVgg Dornach   | 8   | 14 | 4  | 0 | 10 | 30 | 58 | -28  |
| 7    | SV Wittelsheim  | 8   | 14 | 3  | 2 | 9  | 22 | 51 | -29  |
| 8    | FC St. Ludwig   | 2   | 14 | 1  | 0 | 13 | 19 | 73 | -54  |

Légende
- Champion de Gauliga, qualifié pour le championnat national
- Finaliste de Gauliga
- Relégués en Bezirksliga 1941-1942

### Finale
Les deux vainqueurs de groupe se retrouvent en finale pour désigner le champion de Gauliga. Le FC Mülhausen 93 remporte le titre en gagnant le match aller à domicile face au Rasen SC Straßburg sur le score de 3-1 et en ne s'inclinant que 2-1 au match retour à Strasbourg.

## Championnat d'Allemagne
En tant que champion de la Gauliga Elsaß 1940-1941, le FC Mülhausen 93 disputa le championnat d'Allemagne de football 1940-1941 mais fut éliminé dès le premier tour, dans les phases de groupes (groupe 3), avec un match nul et cinq défaites et neuf buts inscrits contre vingt-huit encaissés.